# Marina Leticia Vilte
Marina Leticia Vilte (San Salvador de Jujuy, 5 de noviembre de 1938, Ibidem secuestrada desaparecida el 31 de diciembre de 1976), maestra militante sindical y del peronismo revolucionario, víctima de la última dictadura cívico militar de Argentina

## Breve reseña
Su padre era agricultor y su madre docente. Se recibió de Maestra Normal Nacional en 1956. Marina fue militante del Frente Revolucionario “17 de Octubre” (FR-17) después de un paso previo por la izquierda independiente.
Fue delegada estudiantil de la Escuela Normal Mixta "Juan Ignacio Gorriti" de la provincia de Jujuy, 

y, terminados sus estudios e iniciada su actividad laboral, fue Secretaria en la Asociación de Educadores Provinciales (ADEP), por tres períodos consecutivos. En esa función, impulsa la creación del Sindicato Único de Educadores Jujeños. En 1973, en Huerta Grande, provincia de Córdoba, formó parte del grupo de fundadores de la CTERA, agrupación de la cual fue Secretaria Adjunta.
En 1974 el Ministerio de Trabajo restituye la personería jurídica a la UDA (Unión de Docentes Argentinos) y establece que en adelante será la única entidad sindical de representación de los docentes, con lo cual otras agrupaciones pierden el reconocimiento oficial.

## Secuestro y desaparición
Marina Vilte fue secuestrada el 24 de marzo de 1976, exactamente el mismo día del inicio de la dictadura cívico militar, y liberada poco después. El 31 de diciembre de 1976 en horas de la madrugada, fue secuestrada en su domicilio de la ciudad de San Salvador de Jujuy. Según testimonios de ex detenidos, estuvo en el Penal de Villa Gorriti, de la provincia de Jujuy. Permanece desaparecida.

## Causa
La causa que se está investigando se carátula “Aragón y otros”, donde hay 13 personas desaparecidas, una de ellas Marina. Hay una requisitoria fiscal, de 51 personas acusadas por privación ilegítima de la libertad, detención ilegal, homicidio, donde solo hay cuatro detenidos, 12 fallecidos y se deberían citar a otros más, entre ellos a Jorge Rafael Videla (fallecido posteriormente a esta fecha), a funcionarios del golpe militar y de grupos económicos.

## Escuelas,  instituto, centro de Salud con su nombre
- Escuela Municipal N° 1  “Maestra Marina Vilte”  de la ciudad de San Salvador de Jujuy, Provincia de Jujuy, y luego edificio secundario de la Escuela "Marina Vilte", primer Bachillerato orientado al Turismo.[8]
- Un instituto de investigaciones de CTERA lleva su nombre.[2]
- Centro de Salud SUTEBA "Marina Vilte", Lomas de Zamora.[9]
- Escuela Media N.º 2 Marina Vilte. Moreno. Provincia de Buenos Aires
- Escuela Primaria N°196 "Marina Leticia Vilte" Rafael Castillo, La Matanza. Provincia de Buenos Aires.